# Standardtryck och standardtemperatur
Standardtryck och standardtemperatur (alternativt Standardtryck och -temperatur), STP används inom bland annat fysik och kemi för att ange referensförhållanden för angivandet av vissa värden för olika material.

## Historik
STP kallades tidigare NTP och NTP betyder normal temperatur (T = 273 K) (alternativt skrivet: T = 273 K) och normalt tryck (p = 1 atm). Alternativt: NTP motsvarar T = 0 °C = 273,15 K och p = 1 atm = 101 325 Pa.

## STP
Begreppet, engelskans Standard temperature and pressure (STP), är en termodynamisk term som anger referensnivå för uppmätning av vissa värden för gaser, vätskor och fasta material. Eftersom många kvantiteter kan variera med tryck och temperatur, mäts dessa relativt dessa referenser.
I Europa används:
Standardtemperatur
T = 0 °C = 273,15 K
Standardtryck
p = 1 atm = 101,325 kPa = 1,01325 bar

## SATP
Ett liknande begrepp är Standard ambient temperature and pressure (SATP), men här gäller dock:
Standard ambient temperature
T = 25 °C
Standard ambient pressure
p = 1 bar
Notera att i vissa länder kan andra standarder förekomma, exempelvis T = 0 °C eller T = 15 °C.